# Aéroport d'Arusha
L'aéroport d'Arusha (code IATA : ARK • code OACI : HTAR) est un aéroport desservant Arusha, la capitale de la région d'Arusha de la Tanzanie. L'aéroport fait actuellement l'objet d'une extension, qui comprend un tablier et une construction d'aérogare.

## Situation
| Pemba Arusha Zanzibar Kilimandjaro Dar Es Salam Bukoba Dodoma Iringa Kigoma Lac Manyara Mafia Mpanda Mtwara Musoma Mwanza Ngara Songwe Tabora Tanga |

## Compagnies aériennes et destinations
| Compagnies       | Destinations |
| ---------------- | --- |
| As Salaam Air    | Zanzibar |
| Coastal Aviation | - Dar es Salam-J. Nyerere, - Kigali, - Kilimandjaro, - Île de Mafia (en), - Lac Manyara (en), - Mikumi, - Mwanza, - Pemba Karume, - Ruaha, - Selous Game Reserve, - Serengeti-Seronera (en), - Tanga, - Tarangire National Park, - Zanzibar |
| Precision Air    | Dar es Salam-J. Nyerere, Zanzibar |
| Regional Air     | Kilimandjaro, Lac Manyara (en), Zanzibar |
| Tropical Air     | Dar es Salam-J. Nyerere, Zanzibar |
| ZanAir           | Dar es Salam-J. Nyerere, Mombasa-Moi, Pemba Karume, Zanzibar |

Édité le 10/07/2017  Actualisé le 13/11/2023